# Китчлу, Сайфуддин
Сайфуддин Китчлу́ (кашм. सैफ़ुद्दीन किचलू (деванагари), سیف الدین کچلو (насталик), англ. Saifuddin Kitchlew; 15 января 1888 — 9 октября 1963) — индийский общественный деятель, вице-председатель ВСМ (1955—1959), председатель Всеиндийского совета мира с 1951 года).
Лауреат Международной Сталинской премии «За укрепление мира между народами».

## Биография
Родился в августе 1885 года в Амритсаре (ныне Пенджаб, Индия). адвокат, доктор юридических наук. Окончил Аллахабадский и Кембриджский университеты. Член партии Индийский национальный конгресс. В 1919 году стал одним из руководителей национально-освободительного движения в Северо-Западной Индии.
Во время похорон И. В. Сталина был в составе индийской делегации, стоял у гроба.
Умер 9 октября 1963 года в Дели.

## Память
- Вучетич, Евгений Викторович. Скульптурный портрет. Мрамор. 1956 г.